# Cyclosa hamulata
Cyclosa hamulata là một loài nhện trong họ Araneidae.
Loài này thuộc chi Cyclosa. Cyclosa hamulata được miêu tả năm 1992 bởi Tanikawa.